# Suvereni malteški viteški red

Suvereni malteški viteški red, uradno: Suvereni vojaški hospitalni red svetega Janeza iz Jeruzalema, Rodosa in Malte (lat. Supremus Militaris Ordo Hospitalarius Sancti Ioannis Hierosolymitani Rhodiensis et Melitensis) je katoliški viteški red, s statusom suverenega subjekta mednarodnega prava, ki ima sedaj sedež v Rimu.

## Organiziranost reda in organi reda
Organiziranost reda določata ustavna listina in zakonik. Red se deli na šest velikih prioratov, šest podprioratov in 47 nacionalnih organizacij.

Šest velikih prioratov:
- Veliki priorat Rima
- Veliki priorat Lombardije in Benečije
- Veliki priorat Neaplja in Sicilije
- Veliki priorat Češke
- Veliki priorat Avstrije
- Veliki priorat Združenega kraljestva.

### Organi reda
Veliki mojster

Vodja reda je veliki mojster, ki ga dosmrtno izvoli Svet reda. Fra Giacomo dalla Torre del Tempio di Sanguinetto je bil 2. maja 2018 izvoljen za 80. velikega mojstra reda, leto zatem, ko je Fra Matthew Festing na vztrajanje papeža Frančiška odstopil s tega položaja.
Plemiški naslovi velikega mojstra reda

Cesarja Rudolf II. in Ferdinand II. sta velikemu mojstru reda priznala plemiški naslov kneza (princa) svetega rimskega cesarstva in pripadajoče naslavljanje »visokost«. Leta 1630 je papež Urban VIII. k temu naslovu dodal naslov »eminenca«, s čimer so bili veliki mojstri reda po položaju izenačeni s kardinali. Iz obeh plemiških naslovov je nato nastalo zelo nenavadno uradno naslavljanje Velikega mojstra »Njegova nadvse eminentna visokost«.
Generalni kapitelj

Ena od nalog Generalnega kapitlja, ki je zakonodajni organ reda, je poleg priprave splošnih aktov, pravilnikov, sporazumov ter pogodb tudi izvolitev in imenovanje članov Suverenega sveta reda. 
Generalni kapitelj se sestaja vsakih pet let. Na vsakem zasedanju so prisotni tudi člani Suverenega sveta, ki imajo na seji volilno pravico.
Suvereni svet

Naloga Suverenega sveta je nuditi pomoč Velikemu mojstru pri vodenju reda. 
V Suverenem svetu je šest članov in štirje visoki častniki: Veliki poveljnik, Veliki kancler, Veliki hospitalec in Prevzemnik skupnega zaklada.
Veliki kancler, katerega urad vključuje ministrstvo za notranje zadeve in ministrstvo za zunanje zadeve, je vodja izvršilne veje oblasti. 
Odgovoren je za diplomatske misije reda in odnose z nacionalnimi organizacijami. Med pristojnostmi urada Velikega hospitalca sta področji humanitarnega delovanja in mednarodnega sodelovanja, sam pa usklajuje humanitarne in dobrodelne dejavnosti reda. Prevzemnik skupnega zaklada je neke vrste minister za finance in proračun, ki upravlja področje financ in premoženja reda.
Svet reda

Svet reda (skupščino) sestavljajo poleg članov Suverenega sveta (vlade reda) še drugi funkcionarji in predstavniki članov reda.

## Pravni status in priznanja ter članstva
Suvereni malteški viteški red je priznan je kot subjekt mednarodnega prava ter je član številnih mednarodnih teles in organizacij.
Od leta 1994 ima red stalnega opazovalca v Generalni skupščini združenih narodov, svoje stalne misije pa ima akreditirane v Evropskem centru Združenih narodov, Svetu Evrope, Evropski skupnosti, UNESCU, Mednarodnem inštitutu za človekove pravice in Mednarodnem odboru Rdečega križa.

## Poslanstvo
Red se danes posveča skrbi za reveže, pregnance, begunce, deluje na¤ in po svojih močeh pomaga ob naravnih in drugih nesrečah po svetu. 

### Diplomatski odnosi
Red vzdržuje diplomatske odnose s približno sto državami.
Republika Slovenija je s podpisom meddržavnega protokola, 5. julija 1992, vzpostavila diplomatske odnose s Suverenim malteškim viteškim redom, , ki ima odtlej svoje veleposlaništvo s sedežem v Ljubljani.
Sedanji veleposlanik Suverenega malteškega viteškega reda v Sloveniji je knez Mariano Hugo von Windisch-Graetz. 

### Suverenost in eksteritorialnost
Sveti sedež je bil priznan kot subjekt mednarodnega prava z Lateransko pogodbo leta 1929. V naslednjih desetletjih so bile povezave med redom in svetim sedežem tako tesne in mnogokrat prepletene, da je bila pod vprašajem dejanska suverenost reda kot ločene entitete. Vse to je bilo spremenjeno v ustavni listini reda v letu 1997, odtlej je tudi Suvereni malteški viteški red priznan kot subjekt mednarodnega prava, z lastnimi zakoni in pravili.
Suvereni malteški viteški red je danes mednarodno priznana institucija: ima lastno zastavo, grb, himno, ustavno listino in zakonik, vodstvo, izvršne organe, diplomatski zbor in celo lastne oborožene sile. Red izdaja svoje potne liste in osebne dokumente in registrske tablice. Izdaja tudi kovance ter poštne znamke v svoji denarni valuti Malteški scudo, katerega vrednost je vezana na evro (uradni menjalni tečaj je v razmerju 1 scudo = 0,24 evra), v kolikor ne gre za zbirateljske kovance). 
Eksteritorialnost Republika Italija redu priznava v palači Malta, kjer ima red svoj sedež od leta 1834 in v vili Malta v Rimu. Red lastnega državnega ozemlja nima.

### Druge oblike delovanja in mednarodni sporazumi
Leta 1877 so člani treh Velikih prioratov na območju Italije ustanovili Združenje italijanskih vitezov suverenega vojaškega malteškega reda, ki lahko deluje na italijanskem ozemlju. Njegovi prostovoljci sestavljajo vojaški korpus ACISMOM, pomožno vojaško enoto italijanske kopenske vojske. Pod okriljem korpusa deluje tudi ženski Korpus prostovoljnih bolničark Suverenega malteškega viteškega reda. 

#### Suvereni malteški viteški red na Malti
Suvereni malteški viteški red ima svoj misijon tudi na Malti. Z Republiko Malto je red doslej sklenil dva sporazuma oz. bilateralni pogodbi. Prva pogodba z dne 21. junija 1991 je prenehala veljati in jo je nadomestila druga, podpisana 5. decembra 1998 in ratificirana 1. novembra 2001.
Ta redu dovoljuje uporabo zgornjega dela trdnjave St. Angelo v mestu Birgu, z omejeno eksteritorialnostjo. Njen namen je »dati redu možnost boljšega izvajanja humanitarnih dejavnosti, pa tudi boljšo opredelitev pravnega statusa trdnjave, ob upoštevanju suverenosti Republike Malte nad njo«.
Dogovor o najemu je sklenjen za obdobje 99 let, vendar malteški vladi omogoča, da ga kadar koli odpove po 50 letih. V skladu s pogoji sporazuma sta na trdnjavi izobešeni tako zastava reda, kot tudi zastava Malte. Pogodba osebam ne dovoljuje azila in na splošno kljub delni esteritorialnosti so malteška sodišča v celoti stvarno in krajevno pristojna ter se v vseh pravnih postopkih uporablja malteško pravo. Trdnjava je obnovljena in v njej se sedaj organizirajo kulturne in zgodovinske prireditve, ki so povezane z malteškim viteškim redom.